# Martino Rota

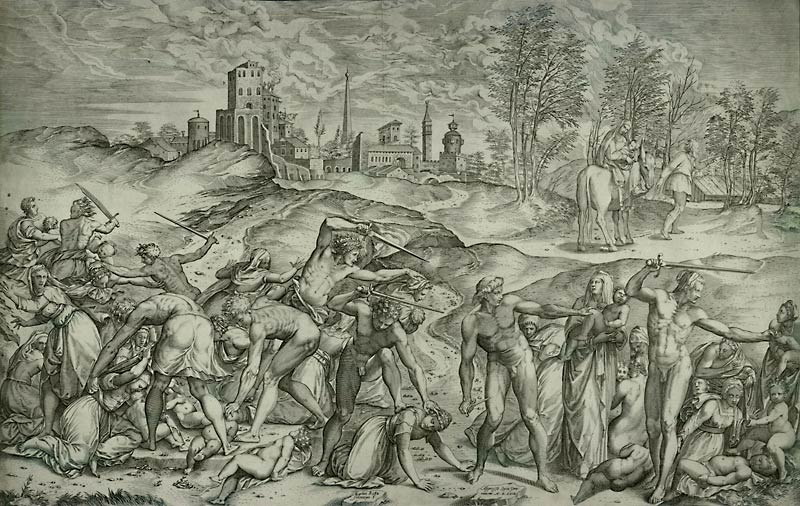
La matanza de los inocentes, grabado de Rota que copia un diseño de Giovanni Battista Franco.

Martino Rota, también conocido como Martin Kolunić (Šibenik, Croacia, h. 1520 – Viena, 1583) fue un artista dálmata conocido principalmente como grabador.
Es un nombre clave del grabado italiano de finales del siglo XVI. Aunque algún crítico le ha llamado «el último discípulo de Marcantonio Raimondi», seguramente no conoció a éste y hay que considerarle sólo seguidor suyo. Alcanzó la fama con sus estampas de Miguel Ángel, Rafael Sanzio, Tiziano y otros genios de la época, y también con sus grabados cartográficos (mapas y vistas de ciudades). 

## Vida y obra
Nació en la ciudad dálmata de Sibenik (actual Croacia).
En la década de 1540 residió en Roma. Grabó una serie de Cristo y los doce apóstoles, copiada de Marcantonio Raimondi, de quien fue considerado alumno; erróneamente, pues por fechas no pudieron coincidir. Sí debió de colaborar con Cornelis Cort. Reprodujo también originales de Luca Penni, Rafael, Miguel Ángel y Tiziano entre otros. Uno de sus trabajos más célebres es una copia grabada del Juicio Final de la Capilla Sixtina. Posteriormente Rota grabaría otro Juicio Final, diseñado por él mismo.

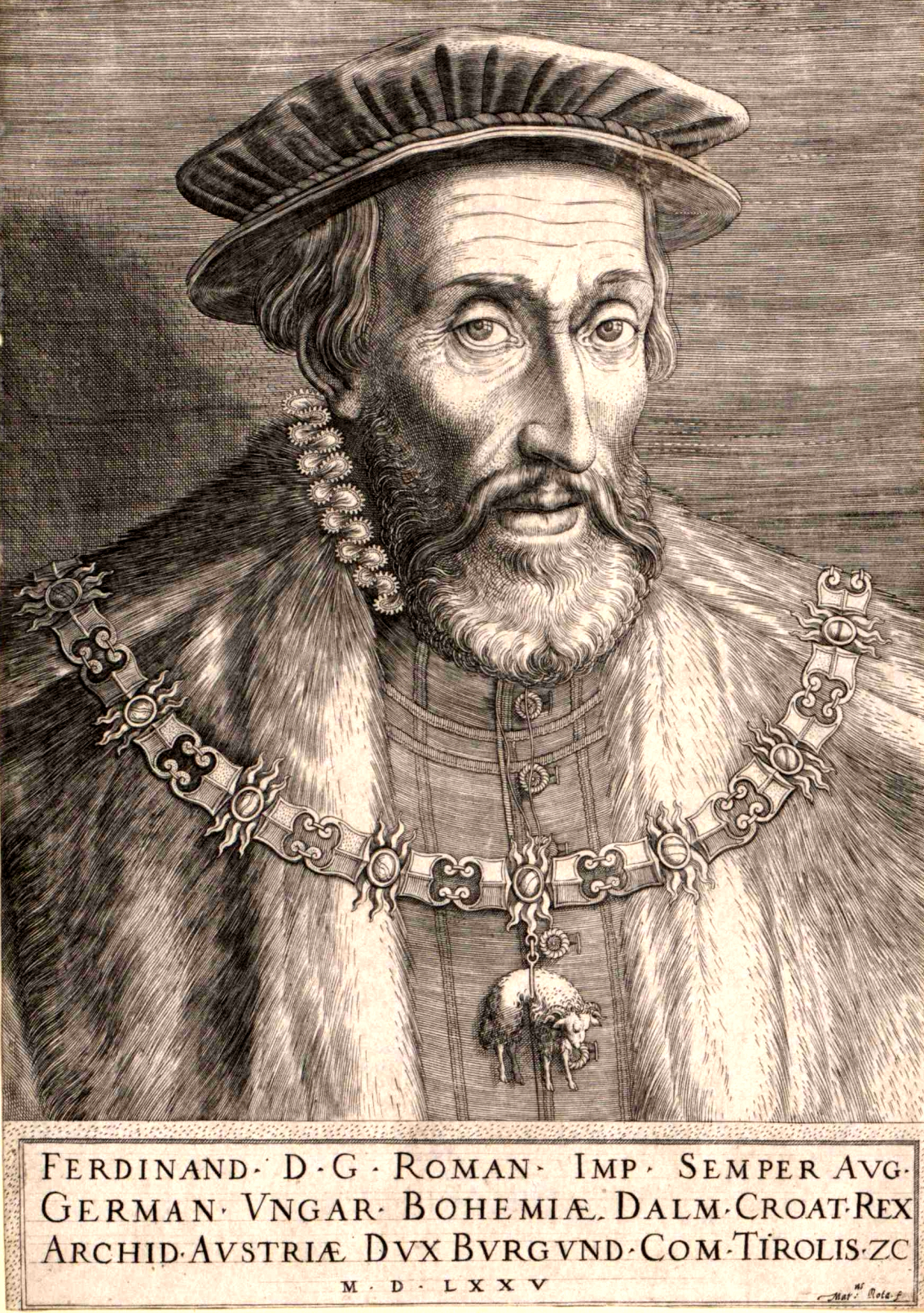
Fernando I de Habsburgo, en un grabado de Martino Rota.

Tras una estancia en Florencia, consta que en 1558 ya estaba en Venecia. En esta urbe, Martino Rota grabó diversos diseños de Tiziano, entre ellos El martirio de san Pedro de Verona (famoso cuadro destruido en un incendio en 1867), La moneda del tributo (pintura original en la National Gallery de Londres), una Flagelación de Cristo y La Magdalena penitente. Existen estampaciones de los dos últimos en el Museo Legion of Honor de San Francisco (EE. UU.). Se ha supuesto que Rota produjo estos grabados a petición de Tiziano, en una colaboración similar a la que el pintor mantuvo con Cornelis Cort. Pero hay dudas, ya que ninguno de los grabados de Rota tiene inscrito el privilegio de edición que sí muestran los grabados de Cort.
Rota también copió a Cornelis Cort y Federico Zuccaro, y conoció entonces la obra de Durero; reprodujo su Pequeña Pasión.

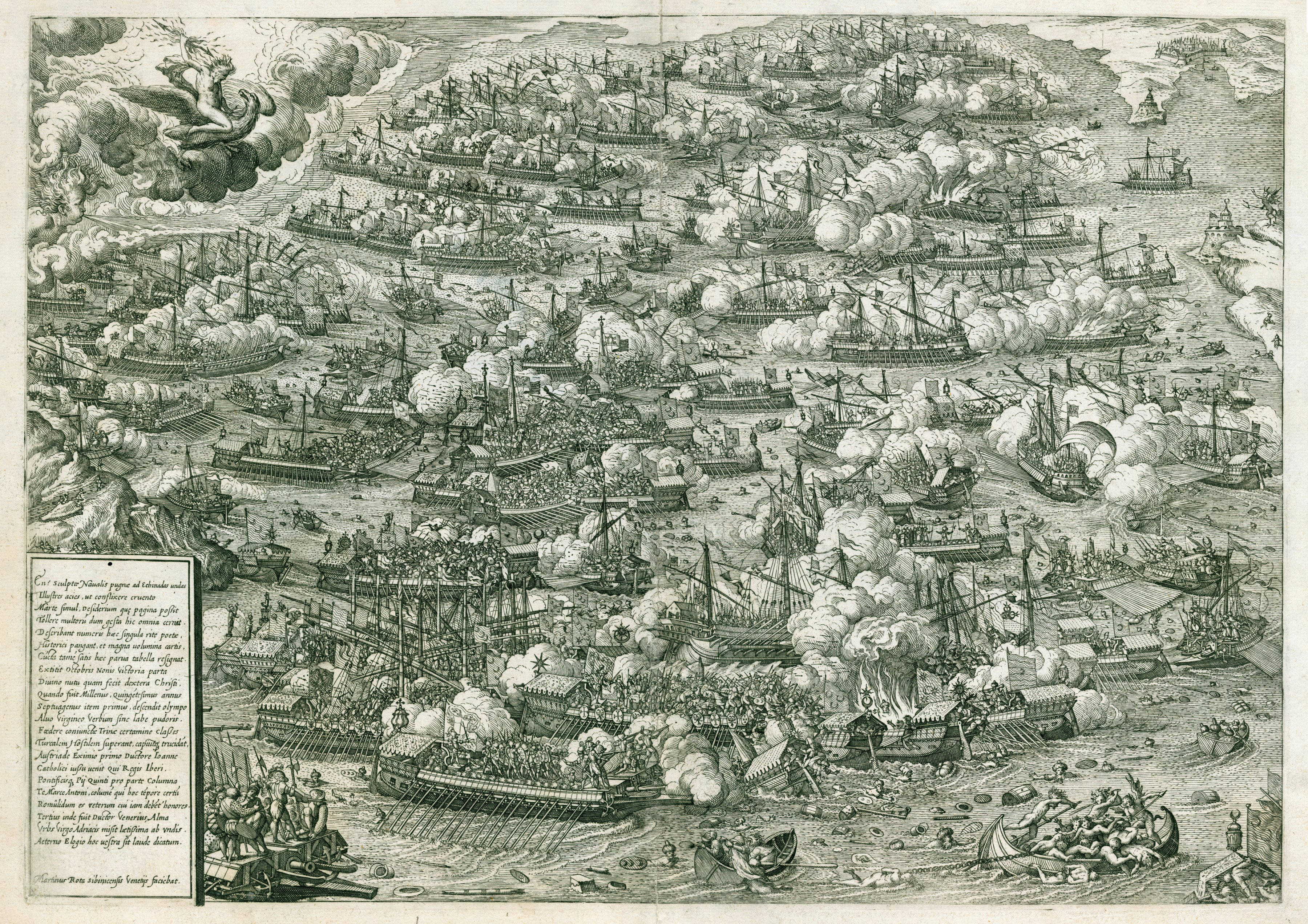
La batalla de Lepanto, en un grabado de Martino Rota.

En 1568, y tal vez recomendado por Tiziano, Martino Rota partió hacia Viena para trabajar como pintor de cámara de Maximiliano II. Algo antes ha de fecharse La matanza de los inocentes, soberbia copia a gran tamaño de un diseño del veneciano Giovanni Battista Franco. Aunque fechada por el editor Guarinoni en 1569, podría ser algo anterior a su viaje.
En la corte vienesa Rota se centró en la producción de retratos, tanto al óleo como grabados. Entre los primeros, se cuentan varios conservados en el Museo de Historia del Arte de Viena (Rodolfo II con armadura, Maximiliano III). Uno que pertenecía a la Hispanic Society of America de Nueva York (El archiduque Ernesto) fue subastado en 2007; el museo neoyorquino lo consideró prescindible cuando se desveló que no era obra de Alonso Sánchez Coello. Varios dibujos similares se custodian en el Museo de Bellas Artes de Budapest. Sus estampas de personajes ilustres suponen más de la mitad de su obra grabada (que se estima en unas 120 planchas). También se le menciona como escultor y diseñador de medallas.
Confirmado en su cargo por Rodolfo II en 1573, Martino Rota se trasladó de Praga a Viena en 1583, junto con toda la corte, a raíz del cambio de capitalidad decidido por el monarca. Murió en la ciudad austríaca ese mismo año.